# Euterpeae
Euterpeae es una tribu de plantas perteneciente a la subfamilia Arecoideae dentro de la familia Arecaceae. Tiene los siguientes géneros.

## Géneros
Según GRIN
- Acrista O. F. Cook = Prestoea Hook. f.
- Bisnicholsonia Kuntze = Neonicholsonia Dammer
- Catis O. F. Cook = Euterpe Mart.
- Euterpe Mart.
- Hyospathe Mart.
- Jessenia H. Karst. =~ Oenocarpus Mart.
- Martinezia Ruiz & Pav. = Prestoea Hook. f.
- Neonicholsonia Dammer
- Oenocarpus Mart.
- Oreodoxa Willd. = Prestoea Hook. f.
- Plectis O. F. Cook = Euterpe Mart.
- Prestoea Hook. f.
- Rooseveltia O. F. Cook = Euterpe Mart.
- Woodsonia L. H. Bailey = Neonicholsonia Dammer